# Michaelle Ascencio
Michaelle Ascencio Chancy (Puerto Príncipe, 10 de abril de 1943 - Caracas, 29 de marzo de 2014), fue una antropóloga y escritora venezolana, de origen haitiano.

## Carrera
En su carrera como profesora e investigadora, Ascencio contribuyó al reconocimiento de la importante herencia cultural africana en Latinoamérica, especialmente en Venezuela y el Caribe. Su compromiso, su carisma como docente y su pasión por la literatura marcaron a varias generaciones de estudiantes venezolanos.
Licenciada en Letras de la Universidad Central de Venezuela (1969), por recomendación del profesor Ángel Rosenblat, fundador del Instituto de Filología Andrés Bello de la UCV, realizó en 1970 el Curso de Especialización en Lingüística y Dialectología Hispanoamericana del Instituto Caro y Cuervo, Bogotá (Colombia).
En 1975 obtiene el título de Licenciada en Etnología de la Université d'Etat d'Haiti y realiza el Curso de Linguistique créole en el Institut de Linguistique Appliquée de Puerto Príncipe. Doctora en Etnología y Antropología Social de la Escuela de Altos Estudios en Ciencias Sociales de París, en 1994. 
Profesora - titular de la Universidad Central de Venezuela, Michaelle Ascencio fue investigadora en el área de la cultura, la literatura y las religiones del Caribe. Se desempeñó como docente e investigadora en las escuelas de Antropología, de Letras y de Historia. Fundadora y profesora de la Opción de Estudios Afroamericanos de la Escuela de Antropología de la UCV (1977-1985).  Fue profesora del Posgrado de la Facultad de Humanidades, en el Doctorado de Historia, en la Maestría en Literatura Comparada y en la Maestría de Estudios de la Mujer. Asimismo, fue Directora de la Escuela de Letras de la Facultad de Humanidades y Educación de la UCV (1987-1990).
Amargo y Dulzón, su primera novela, mereció el premio de la Bienal de Literatura Latinoamericana «José Rafel Pocaterra» de 1998 y fue publicada en 2002 por la Casa de las Letrás Andrés Bello.
En Los Dioses Olvidados de Haití se expone la problemática existente en la religión vodú durante la época colonial, la estructura la conformación, ritos principales, dioses y haciendo especial énfasis en las diosas. Plantea que existe un núcleo colonialista cuyo modelo eran los propios amos de las plantaciones. También se expone que actualmente el vodú es una religión autoritaria, con pocas libertades que se apoya en gobiernos desde 1804.

## Infancia y llegada a Venezuela
Michaelle Ascencio Chancy nace en Carrefour, a 50 km de Puerto Príncipe, Haití, donde transcurren los primeros años de su infancia junto a sus padres, a sus hermanas menores Jocelyne Ascencio y Guilda Ascencio, y a una numerosa familia con la que estará vinculada toda su vida. 
Hija primogénita de Carmen Chancy de Ascencio, costurera, y de Lucien Ascencio, el mayor de los hijos de una familia acomodada de la burguesía haitiana, conocida en la época por fabricar conocidos productos del sector alimenticio como Beurre, Cola y Crème Ascencio - Mantequilla, soda, helados - entre otros productos. 
Su padre, profesional del área de la electrónica y de las telecomunicaciones, luego de realizar un curso en la Radio Corporation of America (RCA) en Estados Unidos, acepta la invitación para trabajar en la Compañía Anónima Nacional de Teléfonos de Venezuela (CANTV). La familia se muda definitivamente a Caracas hacia 1949, año en que nace el menor de los hijos, Juan Ascencio, y se instalan en el sector popular de Catia para luego mudarse a Los Rosales. 
Su infancia en Haití y sus fuertes vínculos de parentesco, así como el desarraigo y la ruptura familiar producidos al dejar su país natal maracán su vida afectiva y profesional, como demuestran, entre otros, su primera novela con inspiración autobográfica Amargo y Dulzón (Premio de Literatura, 1998), su interés en especializarse en la trata de esclavos y la herencia africana en el Caribe, sus investigaciones sobre el vaudou, así como el análisis antropológico de la novela haitiana cotemporánea, tema de su tesis doctoral.

## Obra

### Antropología
- San Benito ¿Sociedad Secreta?, Caracas, Universidad Central de Venezuela, 1976.
- Del nombre de los esclavos, Caracas, Universidad Central de Venezuela, 1984.
- Lecturas Antillanas, Caracas, Academia de la Historia, 1990.
- El Viaje a la inversa, (Reflexiones acerca del exilio en la narrativa antillana), Caracas, Universidad Central de Venezuela, 2004.
- Las diosas del Caribe, Caracas, Editorial Alfa, 2007.
- «Los Dioses Olvidados de Haití», Revista Contexto, Volumen 9, N° 11, Caracas, 2005
- De que vuelan, vuelan, Imaginarios religiosos venezolanos, Caracas, Editorial Alfa, 2012.

### Novelas
- Amargo y dulzón, Caracas, Casa de las Letras Andrés Bello, 2002. (Reeditado por Editorial Alfa en 2010).
- Mundo, Demonio y Carne, Caracas, Editorial Alfa, 2015

Mundo, demonio y carne es una novela histórica, en donde el personaje principal María Manuela, una joven huérfana y enamorada es internada en un convento; haciéndose evidente las presiones de una sociedad cerrada en la que la violencia espiritual y psicológica era usual. Se define como una novela romántica pero a la vez cruda donde se reflejan los prejuicios del siglo.
- El Circo, Caracas, Editorial Alfa, 2015.